# السرحة (صرواح)

تعديل مصدري - تعديل

السرحة هي إحدى قرى عزلة المحجزة بمديرية صرواح التابعة لمحافظة مأرب، بلغ تعداد سكانها 905 نسمة حسب تعداد اليمن لعام 2004.